# Сумесут
Сумесут (каз. сүмесүт) — старинное казахское молочное блюдо из молочной шкуры (традиционно овчины) с высокой пищевой ценностью.

## Этимология
Сүмесүт происходит от сочетания сүме «вымя» и сүт «молоко». Название часто объясняется из-за схожести продукта с выменем.

## Приготовление
Традиционно при забивании жирной овцы — снимается овчина, состригается и опаливается шерсть, а далее замачивается в воде (для удаления запаха). Подготовленная шкура варится в молоке (чаще в овечьем) и подливается им до тех пор пока овчина не прекратит впитывать в себя молоко. Приготовленная овчина кладётся на блюдце и при нужности нарезается на кусочки (каз. сүттік), к кусочкам иногда могут быть привязаны веревочки для предотвращения проглатывания детьми. Дополнительные ингредиенты могут включать пшено и масло для увеличения пищевой ценности.

## История
Использовалось раньше для кормления детей в качестве молочной соски, далее после рассасывания могла разжевываться как жвачка.

## Примечание
1. ↑  Уникальный продукт номадов - сумесут (Масгут Нурмагамбетов) / Проза.ру. proza.ru. Дата обращения: 4 мая 2025.
2. ↑  «Сүмесүт» дегеннiң не екенiн бiлесiз бе? (каз.). okg.kz. Дата обращения: 4 мая 2025.
3. ↑  ҚОЙДЫҢ СҮТІ МЕН САҒЫЗЫ (каз.). «Өскен өңір» - Шиелі аудандық газеті. Дата обращения: 4 мая 2025.
4. ↑  минута, SС·1. Сумесут. Повара Казахстана. Дата обращения: 4 мая 2025.